# Monika Harms
Monika Harms (* 29. September 1946 in Berlin) ist eine deutsche Juristin. Sie war von 2006 bis 2011 Generalbundesanwältin beim Bundesgerichtshof der Bundesrepublik Deutschland.

## Leben
Monika Harms wuchs in Frankfurt am Main auf und lebt in Hamburg. Von 1974 bis 1980 arbeitete sie in der Hansestadt als Staatsanwältin für Wirtschaftsstrafsachen, anschließend bis 1983 als Richterin am Landgericht und dann bis 1987 am Finanzgericht Hamburg.
Harms, die seit 1969 Mitglied der CDU ist, gilt als Expertin für Steuerstrafrecht. Sie lehrt seit 1990 an der Bundesfinanzakademie in Brühl und zählt zu den Mitherausgebern der Zeitschrift für Wirtschafts- und Steuerstrafrecht und von Praxis Steuerstrafrecht.
1987 wurde Harms Richterin am Bundesgerichtshof. Dort übernahm sie 1999 den Vorsitz des in Leipzig ansässigen 5. Strafsenats. In dieser Funktion wirkte sie unter anderem an den Revisionsentscheidungen gegen Egon Krenz wegen der Todesschüsse an der innerdeutschen Grenze (1999), sowie gegen die „La Belle“-Attentäter (2003) mit. Beteiligt war sie auch an der Aufhebung des Augsburger Urteils gegen Max Strauß, den Sohn des früheren bayerischen Ministerpräsidenten Franz Josef Strauß, wegen Steuerhinterziehung.
Am 1. Juni 2006 wurde sie Generalbundesanwältin. In dieser Funktion ordnete sie im Mai 2007 im Vorfeld des G8-Gipfels in Heiligendamm wegen Verdachts auf Bildung terroristischer Vereinigungen (Straftatbestand nach § 129a StGB) 40 polizeiliche Razzien an, welche zwischenzeitlich vom Bundesgerichtshof für widerrechtlich erklärt worden sind.
Am 6. Dezember 2007 stellte Harms die Aufhebung des Urteils gegen den im Reichstagsbrandprozess verurteilten Holländer Marinus van der Lubbe fest. Er wurde rund 74 Jahre zuvor zum Tode verurteilt, nachdem er der Brandstiftung im Reichstag am 27. Februar 1933 und des Hochverrats beschuldigt worden war.
Am 24. Januar 2008 wurde Harms von der Juristischen und Wirtschaftswissenschaftlichen Fakultät der Martin-Luther-Universität Halle-Wittenberg die Honorarprofessur verliehen. Mit Erreichen ihres 65. Lebensjahres schied sie im September 2011 aus ihrem Amt aus. Als ihr Nachfolger wurde der Celler Generalstaatsanwalt Harald Range bestimmt.
Harms ist Mitglied des Stiftungsrats der Deutschen Stiftung Denkmalschutz.
Harms war von 2010 bis 2014 Vorsitzende des Hochschulrates der Universität Leipzig sowie Mitglied des Hochschulrates der Hochschule für Musik und Theater „Felix Mendelssohn Bartholdy“ Leipzig.

## Kritik
In mehreren Entscheidungen hat der Bundesgerichtshof in den Jahren 2007 und 2008 das Vorgehen von Monika Harms bei Anti-Terror-Ermittlungen beanstandet, woraufhin vielfach von Politikern personelle Konsequenzen gefordert wurden.
Im Oktober 2007 wurde Monika Harms wegen der Verfolgung und Überwachung von G8-Kritikern mit Hilfe von Terrorismus-Vorwürfen mit dem Negativpreis Big Brother Award in der Kategorie „Behörden & Verwaltung“ ausgezeichnet. Die Auszeichnung wurde insbesondere mit den von Harms veranlassten „systematische[n] Briefkontrollen in Hamburg“ und mit der von ihr veranlassten Sammlung von Körpergeruchsproben von G8-Kritikern begründet.
In einem offenen Brief an die Generalbundesanwältin Monika Harms kritisierten im August 2007 die Unterzeichner – darunter prominente Wissenschaftler wie Wilhelm Heitmeyer, Elmar Altvater, Ralf Fücks, Lawrence D. Berg, Frances Fox Piven – den Haftbefehl gegen den Berliner Wissenschaftler Andrej Holm. Solche Argumente lassen jede wissenschaftliche Tätigkeit als potenziell kriminell erscheinen. Die Begründungen der Bundesanwaltschaft stellen eine direkte Bedrohung für alle dar, die kritische Wissenschaft, Publizistik und Kunst betreiben und für diese mit ihrem Namen in der Öffentlichkeit einstehen.

### Abhörmaßnahmen gegen Rechtsanwälte und Journalisten
Der Intendant des Norddeutschen Rundfunks, Jobst Plog, hatte nach Abhörmaßnahmen gegen Journalisten der Tagesschau von einem massiven Angriff auf die Rundfunk- und Pressefreiheit gesprochen. Der Pressesprecher des Deutschen Journalistenverbandes (DJV), Hendrik Zörner, kritisiert das Vorgehen gegen Journalisten als absolut inakzeptabel. Journalisten dürfen nicht Opfer von Abhöraktionen werden, vor allem dann nicht, wenn der betreffende Journalist an dem Verfahren gar nicht beteiligt war. Der Fall gegen die Tagesschau-Journalisten reihe sich nahtlos in eine Kette ähnlicher Vorgänge ein. Von 1999 bis 2005 hat sich die Anzahl von Personen, die von Telefonabhörmaßnahmen betroffen waren, mehr als verdoppelt.
Die damalige Vorsitzende des Republikanischen Anwaltsvereins, Britta Eder, kritisierte die Abhörmaßnahmen der Bundesanwaltschaft als rechtswidrig. Sie beantragte bei den Ermittlungsrichtern des Bundesgerichtshofs, die aufgezeichneten Telefonate zu löschen und die Protokolle zu vernichten. Die Chefredakteure großer Berliner Tageszeitungen, darunter Berliner Zeitung, B.Z. und Berliner Morgenpost, haben sich bei Bundesjustizministerin Brigitte Zypries über die Arbeit der Bundesanwaltschaft unter Monika Harms beschwert. Die Bundesanwaltschaft wird von den Chefredakteuren aufgefordert, Ermittlungsmethoden auf Kosten der Pressefreiheit zu unterlassen.